# Свободное (Ростовская область)
Свободное — село в Заветинском районе Ростовской области.
Входит в состав Федосеевского сельского поселения.

## География
Село расположено в степи на юго-востоке Заветинского района в пределах Ергенинской возвышенности, относящейся к Восточно-Европейской равнине, при балке Сукта, на высоте около 140 метров над уровнем моря. Рельеф местности холмисто-равнинный, осложнён балками и оврагами. Почвы светло-каштановые солонцеватые и солончаковые почвы.
Подъезд с твёрдым покрытием к селу отсутствует. По просёлочной дороге расстояние до административного центра сельского поселения села Федосеевка — 13 км.
Для хутора, как и для всего Заветинского района характерен континентальный, засушливый климат, с жарким летом и относительно холодной и малоснежной зимой (согласно классификации климатов Кёппена — Dfa).

## История
Дата основания не установлена. Первоначально называлось хутор Суктэ. Предположительно основан в начале XX века. Первоначально относился к Торговенкой волости Черноярского уезда Астраханской губернии. По состоянию на 1914 года в хуторе Суктэ Торговенской волости имелось 54 двора, проживало 140 душ мужского и 135 женского пола. Согласно Всесоюзной переписи населения 1926 года хутор Сукта входил в состав Яман-Сальского сельсовета Заветинского района Сальского округа Северо-Кавказского края, население хутора составило 471 человека, в том числе 447 украинца и 24 великоросса.
В августе 1949 г. хутор Сукта переименован в село Весёлое.
В августе 1963 году переименовано в Свободное.

## Население
| 1914 | 1926 | 2002 |
| ---- | ---- | ---- |
| 275  | 471  | 186  |

| 2010 |
| ---- |
| 69   |

## Улицы
- ул. Народная,
- ул. Совхозная.